# Johann Franz Suppan

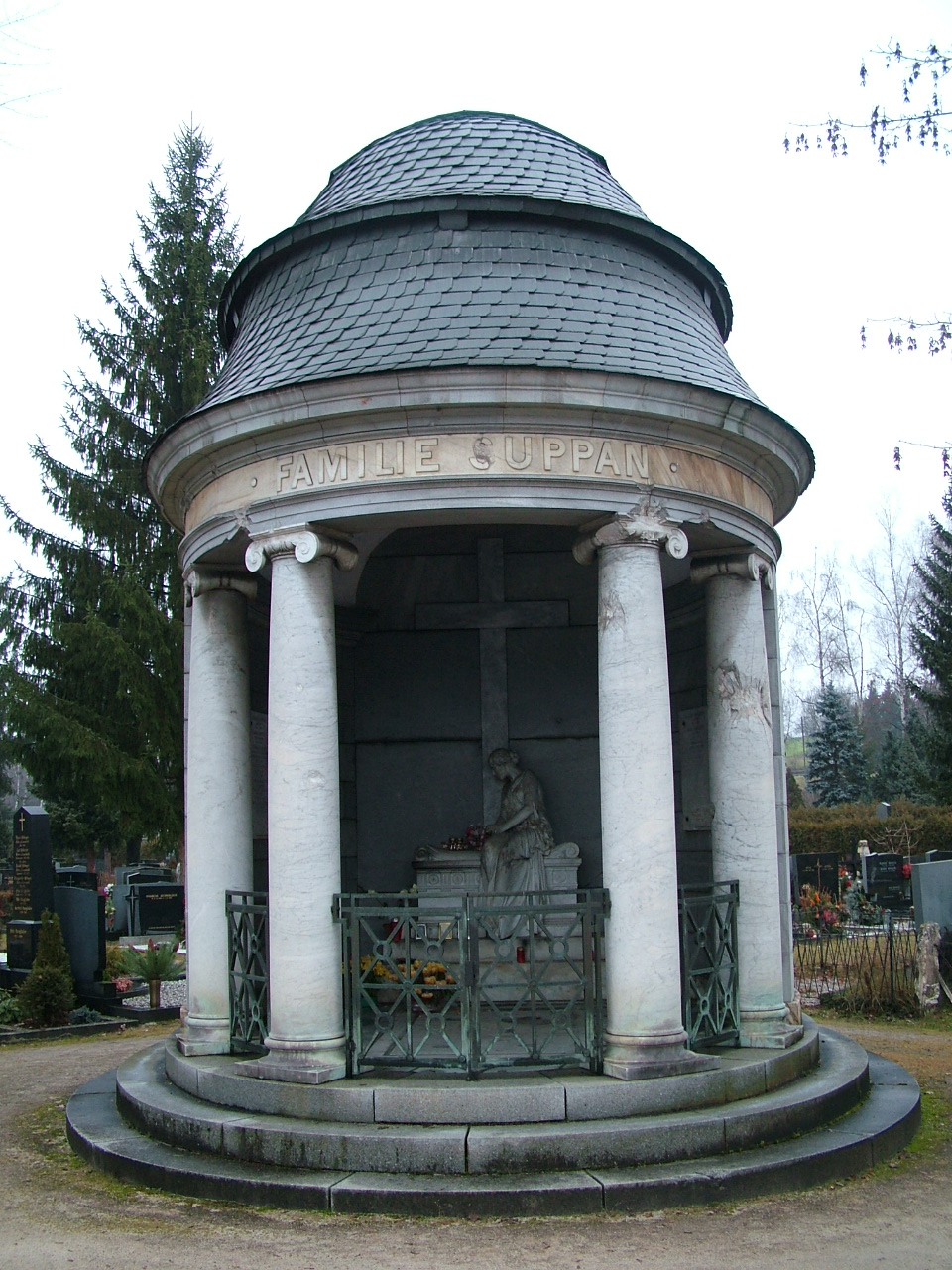
Kapellengrab der Familie Suppan in Annabichl

Johann Franz Suppan (* 22. Februar 1860 in Klagenfurt; † 30. Mai 1910 ebenda) war Bankier und Bürgermeister von Klagenfurt.

## Familie
Suppan war der Sohn des Gründers und Inhabers des Bankhauses Suppan Johann Suppan (* 13. Mai 1815; † 28. September 1903) und dessen Ehefrau Anna geborene Skorianz (* 28. November 1820; † 27. Oktober 1905). Er war römisch-katholisch und heiratete am 26. Januar 1885 Marie Maudry (* 23. Mai 1860; † 31. März 1927). Aus der Ehe ging ein Sohn hervor.

## Biografie
Johann Franz Suppan war Gutsbesitzer, Bankier, Fabrikbesitzer und übernahm schon früh die Unternehmungen seines begüterten Vaters, der eine Stiftung zu Gunsten verarmter Angehöriger des Handelsstandes hinterlassen hatte. Sein Bank- und Wechselgeschäft betrieb er am Alten Platz Nr. 28, auch das Haus Nr. 31 („Haus zur Goldenen Gans“, ältestes Haus der Stadt) gehörte ihm, ebenso die Schlösser Mageregg und Ehrenhausen. Er war auch Verwaltungsrat der Bleiberger Bergwerksunion. 1909 übernahm die Creditanstalt für Handel und Gewerbe das Bankhaus Suppan.
Vom 21. September 1909 bis zu seinem Tod am 30. Mai 1910 war er Abgeordneter im Kärntner Landtag. Im Parlament war er Mitglied des Finanzausschusses und gehörte dem Klub DVP an. Nach seinem Tod wurde Albert Wirth in den Landtag gewählt.
1900 wurde er Gemeinderat. 1905 wurde er zunächst Vizebürgermeister und dann im gleichen Jahr zum Bürgermeister von Klagenfurt gewählt. In seiner nur einjährigen Amtszeit wurde der „Auto-Club Klagenfurt“ gegründet und im Oktober fand die erste „Zuverlässigkeitsfahrt für Motorräder“ statt. Das Edlmannhaus (heute Bank für Kärnten), der Spitrahof und das Sanatorium Maria Hilf entstehen. Mit der Eindeckung des Feuerbaches im Stadtgebiet wurde ein Seuchenherd beseitigt. In den städtischen Schulen wird der schulärztliche Dienst eingeführt und das christlich-soziale „Kärntner Tagblatt“ erscheint zum ersten Mal. 
Krankheitshalber musste Suppan bereits nach einem Jahr im Amt zurücktreten und starb nach langer, schwerer Krankheit am 30. Mai 1910 und wurde auf dem Zentralfriedhof Annabichl in Feld 2, Kapellengruft Süd-Ost, beigesetzt. Die Suppanstraße ist nach ihm benannt.